# Plectrohyla acanthodes
Espèce
Statut de conservation UICN

 CR B1ab(iii,v) : 
En danger critique
Plectrohyla acanthodes est une espèce d'amphibiens de la famille des Hylidae.

## Répartition
Cette espèce se rencontre, :
- entre 1 540 et 1 700 m d'altitude au Mexique sur le versant Nord de la Meseta Central de Chiapas dans l'État du Chiapas ;
- entre 2 200 et 2 250 m d'altitude  au Guatemala sur le versant Nord de la Sierra de los Cuchumatanes dans le département de Huehuetenango.

## Publication originale
- Duellman & Campbell, 1992 : Hylid frogs of the genus Plectrohyla: systematics and phylogenetic relationships. Miscellaneous publications of the Museum of Zoology University of Michigan, vol. 181, p. 1-38 (texte intégral).